# Heinkel Wespe
O Heinkel Wespe (em português: Vespa) foi um projecto da Heinkel para um interceptor VTOL. Esta aeronave não teria asas convencionais; em vez disso, teria um grande rotor à volta da fuselagem. Seria armado com dois canhões MK 108 de 30 mm. Um protótipo foi construído, porém não foi testado devido a falhas técnicas e de material devido ao racionamento de recursos no final da Segunda Guerra Mundial. Um projecto relacionado com este foi também planeado, denominado Heinkel Lerche.